# Bundeszentrale für politische Bildung
La Bundeszentrale für politische Bildung (BPB - in italiano: Agenzia federale per l'educazione civica) è un ente pubblico tedesco istituito nella Repubblica Federale Tedesca il 25 novembre 1952 con il nome di Bundeszentrale für Heimatdienst  (Centro federale per il servizio nazionale). A partire dal 1963 l'agenzia ha assunto il suo nome attuale. Opera sotto la giurisdizione del Ministero federale dell'interno, con sede principale a Bonn e sedi distaccate a Berlino e Gera. Dal giugno 2000, il presidente dell'agenzia è Thomas Krüger.

## Compiti e composizione
L'Agenzia federale per l'educazione civica e le sue sedi regionali fungono da interfaccia tra Stato, politica, istituzioni educative, scienza e media. Le attività comprendono l'educazione politica extrascolastica per giovani e adulti, nonché l'educazione politica nelle scuole. Il centro offre un servizio pubblico guidato dai principi del pluralismo, del confronto delle idee e della razionalità.
Il "Manifesto di Monaco" del 26 maggio 1997 definisce gli obiettivi della Bundeszentrale für politische Bildung, formalizzati poi ufficialmente con il Decreto sull'Agenzia federale per l'educazione civica del 24 gennaio 2001. In particolare, l'articolo 2 stabilisce quanto segue:
(Decreto sull'Agenzia federale per l'educazione civica del 24 gennaio 2001)
A capo dell'ente c'è un presidente, affiancato da un comitato di consulenza scientifica composto da otto persone e da un consiglio amministrativo composto da 22 membri del Bundestag.

## Storia

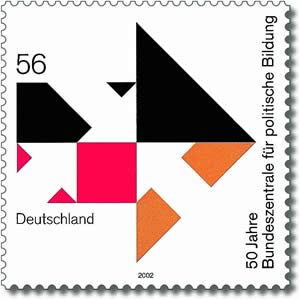
Francobollo commemorativo del cinquantenario della fondazione del BPB (2002)

L'ente è stato fondato nel 1952 con il nome Bundeszentrale für Heimatdienst ("Centro federale per il servizio nazionale'") per aiutare il ritorno della Germania alla piena democrazia dopo la fine della dittatura nazista. Il nome si ispira alla Reichszentrale für Heimatdienst ("Ufficio centrale del Reich per il servizio nazionale") istituita durante la Repubblica di Weimar, a sua volta evoluzione della Zentralstelle für Heimatdienst ("Ufficio centrale per il servizio nazionale") fondata nella primavera del 1918. Quest'ultima era nata con lo scopo di rafforzare lo spirito di resistenza della popolazione durante gli ultimi mesi della prima guerra mondiale, mentre la Reichszentrale, creata nel 1919, aveva l'incarico di promuovere la consapevolezza democratica e di diffondere la conoscenza dei principi della democrazia parlamentare.
L'istituzionalizzazione dei centri per l'educazione politica a livello sia federale che dei singoli Land è il risultato dell'esperienza conseguente al crollo della Repubblica di Weimar e alla successiva dittatura nazista, ma trova le sue radici anche nelle politiche individuate dagli Alleati occidentali dopo il 1945 con il fine di "rieducare" i tedeschi alla democrazia. Per gli stessi scopi, sorsero anche iniziative spontanee da parte di associazioni di semplici cittadini, per esempio nel Baden-Württemberg e nella Renania-Palatinato, finalizzate sempre al consolidamento della democrazia.
La BPB indirizza le sue azioni confrontandosi con la società, la scienza e la politica, dando la priorità alle tematiche socio-politiche più attuali. In particolare, nei primi anni di attività uno dei fattori principali fu l'anticomunismo: il 28 novembre 1957 il Ministero federale dell'Interno istituì l'Ostkolleg der Bundeszentrale für Heimatdienst ("Collegio orientale del centro federale per il servizio nazionale"), con sede prima a Colonia e poi a Brühl. Il Collegio aveva il compito di "contribuire, attraverso convegni di studio, al dibattito internazionale politico e intellettuale sul comunismo". In seguito, il collegio venne rinominato in "Ost-West-Kolleg" ("Collegio Est-Ovest") e indirizzato a favorire il dialogo tra i Paesi dell'Europa centrale e orientale. Nel 2003 il collegio cambiò nuovamente il suo nome in KonferenzCentrum Brühl ("Centro conferenze di Brühl") e infine fu sciolto il 1º settembre 2004.
Nel 2001 un decreto emendò l'articolo secondo il quale l'educazione civica doveva essere limitata al solo "popolo tedesco"; la BPB ha quindi esteso la propria azione in funzione interculturale per includere i giovani provenienti da famiglie immigrate e progettare insieme a loro il percorso di educazione civica.
A seguito di un'iniziativa del ministro federale degli Interni Seehofer focalizzata sulla Germania orientale, nel luglio 2020 fu deciso di aprire una nuova sede federale a Gera, in Turingia, in aggiunta alla sede centrale di Bonn e a quella di Berlino. La nuova sede dovrà occuparsi dell'educazione civica e politica nelle zone rurali, tramite eventi di formazione e campagne di sensibilizzazione, impiegando quaranta dipendenti.

## Attività
La BPB svolge la sua attività di educazione civica tramite:
- Convegni, seminari, forum, congressi e viaggi di studio
- Pubblicazioni
- Materiale didattico
- Sviluppo di nuovi metodi e di nuove tecniche informative
- Mostre e concorsi
- Sviluppo e coordinamento di una "rete di educazione civica"
- Sostegno e promozione di un'offerta formativa pluralistica

## Presidenti
- 1952-1969: Paul Franken (indipendente)
- 1969-1976: Hans Stercken (CDU)
- 1976-1992: Franklin Schultheiss (SPD)
- 1992-2000: Günter Reichert (CDU)
- dal 2000: Thomas Krüger (SPD)